# Силес Рейес, Эрнандо
Эрнандо Силес Рейес (исп. Hernando Siles Reyes; 5 августа 1882, Сукре — 23 ноября 1942, Лима) — боливийский государственный и политический деятель, 31-й президент Боливии (с 10 января 1926 по 28 мая 1930 года).

## Биография
Э. Силес Рейес был основателем Националистической партии Боливии (Partido Nacionalista), главным противником которой на политической сцене страны выступала сааведристская фракция Республиканской партии, находившаяся у власти в Боливии с 1920 года как Социалистическая республиканская партия. Перед выборами 1926 года Силес Рейес пошёл на соглашение с сааведристами, включив в свой предвыборный блок брата председателя сааведристов, Абдона Сааведру в качестве вице-президента. В таком дубле Силес Рейес-Сааведра добились победы, и в августе 1926 года Э. Силес Рейес приносит присягу как президент Боливии.
Э. Силес Рейес был одним из самых популярных в стране президентов первой половины XX столетия, харизматической личностью. Ещё большие симпантии он стал вызывать после официального разрыва с бывшим президентом страны Баутиста Сааведрой и высылки его из страны вместе с братом, бывшим своим вице-президентом Абдоном Сааведрой. 
В то же время правительство Силеса Рейсеса испытывало серьёзные трудности в связи со всё более ухудшавшейся экономической ситуацией в стране, ставшей катастрофической после наступления мирового кризиса в 1929 году. Также кабинет Силеса Рейеса ответственен за обострение напряжённости в отношениях с соседним Парагваем, приведшей к Чакской войне в 1932—1935 годах и поражению Боливии. Многие оппозиционные деятели при правлении его были высланы или бежали из Боливии за границу. 
В связи со всё более ухудшавшимся положением в экономике, в котором обвинялось правительство Силеса Рейеса, в стране был произведён государственный переворот, в результате которого 28 мая 1930 года Э. Силес Рейес был лишён власти и эмигрировал в Чили, а затем — в Перу. Страну как временный президент возглавил глава Военной хунты генерал Карлос Бланко Галиндо.
Оба сына Эрнандеса Силеса Рейеса позднее также стали президентами Боливии — Эрнан Силес Суасо в 1956—1960 и в 1982—1985 годах, и Луис Адольфо Силес Салинас в течение нескольких месяцев в 1969 году.

## Память
Именем Эрнандо Силеса назван главный футбольный стадион в столице Боливии Ла-Пасе.